# Triglachromis otostigma
Triglachromis otostigma es una especie de peces de la familia Cichlidae en el orden de los Perciformes. Es la única especie del género.

## Morfología
Los machos pueden llegar alcanzar los 12 cm de longitud total.

## Hábitat
Vive en zonas de clima tropical entre 24 °C-26 °C de temperatura.

## Distribución geográfica
Se encuentran en África: es una especie  endémica del lago Tanganika